# World Checklist of Selected Plant Families
La World Checklist of Selected Plant Families (WCSP, littéralement en français « liste mondiale de familles de plantes sélectionnées »), est un « programme de collaboration internationale qui fournit les dernières opinions révisées par des pairs et publiées sur les noms scientifiques acceptés et les synonymes de familles de plantes sélectionnées ». Gérée par les Jardins botaniques royaux de Kew, cette base de données est accessible en ligne, permettant de rechercher des noms de familles, genres et espèces végétales. Depuis 2023, le site de la WCSP redirige vers celui de Plants of the World Online.
Le projet remonte aux travaux réalisés dans les années 1990 par Rafaël Herman Anna Govaerts, chercheur à Kew, sur une liste de contrôle du genre Quercus. Influencé par la Stratégie mondiale pour la conservation des plantes (Global Strategy for Plant Conservation), le projet a pris de l'ampleur. En janvier 2013, 173 familles de plantes à graines ont été incluses. La couverture des familles de monocotylédones est complète ; d'autres familles sont en cours d'ajout.
Il existe un projet complémentaire appelé l'International Plant Names Index (IPNI), auquel Kew participe également. L'IPNI vise à fournir des détails sur la publication et n'a pas pour but de déterminer quels sont les noms d'espèces acceptés. Après un délai d'environ un an, les noms nouvellement publiés sont automatiquement ajoutés à la WCSP à partir de l'IPNI. La WCSP est également l'une des bases de données sous-jacentes de The Plant List, créée par Kew et le Jardin botanique du Missouri, qui a été ouverte en 2010.
En France, Tela Botanica, réseau collaboratif des botanistes francophones, dispose aussi de bases de données de noms de plantes. Une collaboration a aussi été mise en œuvre avec les jardins de Kew pour simplifier les échanges de données et permettre ainsi de croiser les informations taxonomiques. Un projet autour de la base de données de la flore vasculaire de l’Afrique du Nord se déroule d'ailleurs en collaboration avec G (Conservatoire et Jardin botaniques de la Ville de Genève, fournisseur des données de base), B (Botanischer Garten und Botanisches Museum Berlin-Dahlem, Berlin), E (Royal Botanic Garden, Edimbourg), K (Royal Botanic Gardens, Kew), MPU (Université de Montpellier), P (Muséum National d’Histoire Naturelle, Paris) et RAB (Institut Scientifique, Rabat).